# 朱德剛
朱德剛（1965年11月28日—），台灣演員。精於模仿亦善歌唱，嗓音渾厚，精通多地方言，反應機敏，面部表情豐富，喜感渾然天成。曾擔任憲兵司令部憲光藝工隊音樂組領班，並獲民國七十七年藝工團隊競賽最佳節目配樂獎。1991年服務於國防部藝術工作總隊，1995年加入台北曲藝團至今，並拜入中國大陸國家一級相聲演員魏文亮先生門下。
曾與劉增鍇搭檔受邀參加2006年央視春晚表演相聲《繞口令》，以此獲得2006年該晚會最受觀眾喜愛節目獎。2009年再度受邀與劉增鍇搭檔參加央視春晚，並與樊光耀參加北京電視台春節聯歡晚會。
2016 於花蓮成立"八斗喜說演班"。
2021 於花蓮成立"朱德剛相聲社" 並 開始了相聲茶館 型式之演出。

## 舞台劇演出
- 綠光劇團
  - 《月亮在我家》
  - 《女人要愛不要懂》
  - 《都是當兵惹的禍》
  - 《憂鬱的安妮》
  - 《領帶與高跟鞋》
  - 《人間條件2-她與她生命中的男人們》
  - 《人鼠之間》
- 屏風表演班
  - 《莎姆雷特》
  - 《女兒紅》
  - 《半里長城》
  - 《京戲啟示錄》
  - 《六義幫》
  - 《北極之光》
  - 《三人行不行》
  - 《徵婚啟事》
- 故事工廠
  - 《3個諸葛亮》
  - 《男言之隱》
- 國家音樂廳
  - 《2006~2007 NSO跨年輕歌劇─風流寡婦》
- 黑門山劇團
  - 《仲介愛情》
- 唐美雲歌仔戲劇團
  - 《黃虎印》
- 表演工作坊
  - 《新龍門客棧》
  - 《愛矇矓，人矇矓》
  - 《台北男女》
  - 《寶島一村》
  - 《2020 這一夜,誰來說相聲?》
- 亮棠文創
  - 《2020 三人行不行》
  - 《2020 莎姆雷特》
  - 《用九柑仔店》劇場版
- 八斗喜說演班
  - 《2017 Pangcah邦查 - 黃金河之花》主辦單位: 花蓮縣政府
  - 《2018 黑光劇- 就是那個光I 》主辦單位: 花蓮縣政府
  - 《2018 Pangcah邦查 - 黃金河之花》感動加演 主辦單位: 花蓮縣政府
  - 《2019 黑光劇- 就是那個光II 》主辦單位: 花蓮縣政府
  - 《2019 Pangcah邦查 - 黃金河之花》在地優化 主辦單位: 花蓮縣政府
  - 《2019 看相聲 系列  之  初心》 自辦公演
  - 《2019 看相聲 系列  之  笑到病除》 自辦公演
  - 《2020 看相聲 系列  之  疫業憐萌》 自辦公演
- 朱德剛相聲社

## 相聲公演
- 台北曲藝團：
  - 《說唱變練》《古韻新風～曲藝之夜》《鑑古評今》《牛尾湯》《相聲象生》《薪火相傳》《相聲新語》《兩岸原聲》《兩岸會彈》
  - 《相聲回魏》《紅眼病》《不完全相聲手冊》系列一、二 《國民學校》系列一、二、三《說唱藝術兩岸情》系列一、二、三……
  - 《笑迎明天》《相聲拾穗》《笑熬江湖》《笑…想很久》《2007 秋逗》

- 2008《台北大碗茶》2008-04-25~27；2008-05-02~04 
  - 第一週(04-25~27)與北曲少兒練功房搭檔演出對口相聲[吹牛]
  - 第二週(05-02~04與北曲少兒練功房搭檔演出傳統對口相聲[八扇屏]

- 2008《逗你沒商量》2008-09-19~21 
  - 演出三段段目：[四唱數來寶](謝小玲/林文彬/朱德剛/樊光耀)；[訪英台](樊光耀/朱德剛)；[武松打虎](朱德剛/樊光耀)

- 2009《說唱玩國》2009-07-17~19 
  - 與北曲少兒練功房搭檔演出群口相聲[我不服老]

- 2009《笑傻樓》2009-09-18~20 
  - 演出段目〈不一樣〉，搭檔是謝小玲；演出段目〈很難說的國語〉，搭檔是劉增鍇

- 2010《台北大碗茶》－北曲南音醉紅樓 2010-4-16~18；2010-4-23~25
  - 演出第二週(4/23~25)段目〈歪歌戀〉，搭檔是樊光耀

- 2010《明師高徒》2010-08-06~08 台北
  - 與師父魏文亮大師搭檔演出段目〈武墜子〉

- 2010《明師高徒》巡迴演出嘉義、台南、新竹 2010-08-14~21

- 2010《藝曲趣教遊》2010-11-20~21
  - 演出段目〈承天寺ya遊〉，搭檔是陳慶昇(此次演出已授權幼獅文化出版(書+DVD))

- 2011《藝曲趣教遊》巡迴演出台東、花蓮、台中、嘉義、高雄 2011-08-05~2011-11-26

- 2011《藝曲趣教遊2藝遊未盡》2011-09-04 
  - 演出段目〈台灣諺語談〉，搭檔是陳慶昇

台積心築藝術季（以下節目由台積電文教基金會主辦,台北曲藝團演出）
- 2008《秋逗》
  - 2008-06-06~07 新竹交通大學藝文中心

- 2009《逗你沒商量》
  - 2009-05-08 19:30 新竹交通大學中正堂
  - 2009-05-30 19:30 台南市立文化中心演藝廳

- 2011《笑想很久》
  - 2011-06-30 19:30 新竹市文化局演藝廳 (開演前一個月即一位難求)
  - 2011-07-02 19:30 台南市立文化中心演藝廳 (原只開放一樓售票,座位一路加開到三樓,創文化中心新紀錄)

- 2012《笑友會》[永久]
  - 2012-04-25 19:30 新竹市文化局演藝廳
  - 2012-06-08 19:30 台中市中興堂
  - 2012-07-01 14:30 台南市立文化中心演藝廳

## 電視演出
- 中天電視台《全民大悶鍋》
- 華視《絕代雙椒》
- 2006 三立《鬥牛要不要》官福祿
- 2007 華視《美味關係》成家俊
- 2007 八大《惡作劇2吻》孫熙恆
- 2008 公視《蟹足》
- 2009 公視《我的青春ㄌㄨˋ》 系主任
- 2009 中視《光陰的故事》  麻花叔
- 2009 華視《王子看見二公主》趙德強
- 2010 公視《回聲》鄭耀祖
- 2011 大愛《我愛美金》張正宗之父
- 2011 民視、八大《旋風管家》柯老夫
- 2011 壹電視《幸福蒲公英》宋光輝
- 2011 華視、東森戲劇《真心請按兩次鈴》  任國邦(任家愷的父親)
- 2012 台視《東門四少》  黃振揚
- 2012 台視/三立《螺絲小姐要出嫁》  陳一俊
- 2012 民視《原來愛.就是甜蜜》徐以春
- 2012 大愛《團圓飯》孟懷信
- 2013 台視《遇見幸福300天》東叔
- 2013 台視/三立《大紅帽與小野狼》劉一宗
- 2013 台視《親愛的，我愛上別人了》李雲硯
- 2013 公視《刺蝟男孩》夏長安
- 2015 公視 《銘謝惠顧》 孫父
- 2014 台視《威廉王子》趙大海
- 2014 八大《徵婚啟事》客串 神父
- 2015 台視《新世界》鄭惠民
- 2015 台視《春梅》林慶堂
- 2015 中視《鋼鐵之心》高鴻川
- 2015 緯來/三立《舞吧舞吧在一起》袁東生
- 2016 大愛《歸·娘家》方頭張
- 2016 公視《滾石愛情故事-愛的代價》花姨老公
- 2016 民視《阿不拉的三個女人》孫漢超
- 2020 台視《因為我喜歡你》杜自強
- 2021 公視 《茶金》財政部專員
- 2024 民視/三立台灣台《商魂》馬仁甫
- 2024 八大戲劇台/Hami Video《妳是我的姐妹》
- 2024 《如果我不曾見過太陽》

## 網路劇演出
- 2016 芒果TV《終極遊俠》蘇格

## 電影
- 2008  《鬼旅社》劉叔[1]
- 2009  《愛你一萬年》
- 2012  《痞子英雄首部曲：全面開戰》
- 2013  《天台》、《聽見下雨的聲音》
- 2014  《極光之愛》飾演 醫生
- 2019  《瘋狂電視台瘋電影》飾演 新聞播報員

## 廣告演出
- 2007年 全國電子廣告《冷氣篇》
- 2008年 全國電子廣告《冷氣篇》
- 2008年 亞培安素奶粉廣告
- 2008年 肯德基廣告
- 2022年 麥當勞廣告

## 廣播主持
- 2003 中央廣播電台《週末大舞台》
- 2006 中央廣播電台《週末大舞台》
- 2007 中央廣播電台《週末大舞台》
- 2009 中央廣播電台《週末大舞台》

## 配音
- 2003 中廣合作配音:《人間四月天》《雍正王朝》
- 2007 蘇格蘭威士忌知名品牌 : Scottish Leader仕高利達 配音

## MV演出
- 2008 周杰倫 〈蘭亭序〉（《魔杰座》專輯） 飾演 師爺
- 2013 陳珊妮〈低調人生〉、〈啟示路〉（《低調人生》專輯）

## 教學
- 台北市立社會教育館寒暑假說唱藝術研習營講師及社區說唱班講師
- 台北市青年總裁協會相聲指導
- 八斗喜說演班相聲講師

## 戲劇教學規劃
- 花蓮縣文化局 戲劇表演工作坊 第一屆 2016初階班及2017進階班
- 花蓮縣文化局 戲劇表演工作坊 第二屆 2018初階班及2019進階班
- 花蓮縣文化局 戲劇表演工作坊 第三屆 2019初階班及2020進階班
- 花蓮縣文化局 戲劇表演工作坊 第四屆 2020初階班
- 花蓮縣環保局 2017戲劇表演班

## 舞台劇規劃及執行
- 花蓮縣文化局 邦查Pangcah-黃金河之花 2017/11/23 世界首演 於 演藝廳
- 花蓮縣文化局 邦查Pangcah-黃金河之花 2018/09/13 感動加演 於 演藝廳
- 花蓮縣文化局 邦查Pangcah-黃金河之花 2019/11/09 在地化加演 於 原民館
- 花蓮縣環保局 土污法20週年特展 2020/8/9 環保戲劇「繪土。穢土」公演(演出單位) 於 客家文化會館

## 獎項紀錄
| 年份   | 頒獎典禮         | 獎項                             | 作品             | 角色   | 結果 |
| ------ | ---------------- | -------------------------------- | ---------------- | ------ | ---- |
| 2003年 | 第38屆廣播金鐘獎 | 綜藝節目主持人獎                 | 《週末大舞台》   | 不適用 | 獲獎 |
| 2006年 | 第41屆廣播金鐘獎 | 綜合節目主持人獎                 | 《週末大舞台》   | 不適用 | 提名 |
| 2006年 | 第17屆金曲獎     | 傳統暨藝術音樂作品類最佳作詞人獎 | 《很難說的國語》 | 不適用 | 獲獎 |
| 2007年 | 第42屆廣播金鐘獎 | 綜合節目主持人獎                 | 《週末大舞台》   | 不適用 | 獲獎 |
| 2009年 | 第44屆廣播金鐘獎 | 綜合節目主持人獎                 | 《週末大舞台》   | 不適用 | 提名 |
| 2009年 | 第44屆廣播金鐘獎 | 綜合節目獎                       | 《週末大舞台》   | 不適用 | 獲獎 |
| 2015年 | 第50屆金鐘獎     | 戲劇節目男配角獎                 | 《新世界》       | 鄭惠民 | 提名 |

## 八斗喜說演班  大紀事
- 看相聲系列 之 初心  2019/3/9  自辦售票公演 (午場/晚場) 於 花蓮縣文化局 演藝廳
- 看相聲系列 之 初心  2019/9/22 傑出團隊交流索票演出 (午場) 於 台東縣文化處 演藝廳
- 看相聲系列 之 笑到病除  2019/12/21 自辦售票公演 (午場/晚場) 於 花蓮縣客家文化會館 演藝廳
- 看相聲系列 之 笑到病除  2020/9/19 傑出團隊交流售票演出 (晚場) 於 台東縣文化處 演藝廳
- 看相聲 於 花蓮王記茶舖 以茶館型式 售票演出  2020/6/12 首演
- 看相聲 於 朱德剛相聲社 以茶館型式 自營售票演出  2021/12/18 首演

## 備註
1. ↑  .   [2016-07-13]. （原始内容存档于2017-03-05）.

## 外部連結
- 朱德剛的Facebook專頁
- 朱德剛相聲社 粉絲專頁
- 老朱蔥油餅-朱德剛 粉絲專頁 (2021年疫情下的求生技能) （页面存档备份，存于）
- 上越永晟製作有限公司網站
- 台北曲藝團官方網站
- 朱德剛在香港影庫上的簡介